# Johan af Puke
Johan af Puke, före adlandet 1797 Puke, efter att ha blivit greve 1815 åter Puke, född 16 februari 1751 i Ronneby, död 21 april 1816 i Karlskrona, var en svensk greve, sjömilitär och en av rikets herrar.

## Uppväxt
Johan Puke föddes i Ronneby köping 1751. Hans föräldrar var kaptenen i holländsk tjänst Johan Puke och Maria Regina Branting, som var dotter till major Johan Branting och Regina Elisabeth Klöfverfelt.
Hans far dömdes till döden och avrättades för medverkan i 1756 års konspiration för att stärka  kung Adolf Fredriks makt. Med modern levde han därefter i stort armod. Vid knappt fyllda tio års ålder skrevs han in vid skeppsgossekåren i Karlskrona. Sin första sjöresa gjorde han 1761. Fyra år senare karlskrevs han och påbörjade sin tjänstgöring vid flottan som kofferdibåtsman vid schoutbynachten Johan Rajalins kompani.

## Till sjöss utomlands
1770 gick Puke först i holländsk sedan i brittisk tjänst och seglade utomlands. 1774 återkom han till Sverige och 1777 utnämndes han till löjtnant i flottan. Efter en kort period i fransk tjänst så avseglade han 1784, nu som kapten för fregatten Sprengtporten, mot den före detta franska västindiska ön Saint-Barthélemy som blivit en svensk koloni. Salomon von Rajalin, som var nyutnämnd kommendant för den nya kolonin, skulle ta denna i besittning.

## Ryska kriget 1788–1790
1785 blev han major och 1788 i Gustav III:s ryska krig så deltog han ombord fregatten Freja i sjöslaget vid Hogland. Senare deltog han som överstelöjtnant ombord på linjeskeppet Dristigheten i sjöslaget vid Öland.
Den 3 juli 1790 hade den svenska flottan blivit innesluten på Viborgs redd i finska viken. Enligt Nordisk familjebok utspelades då denna scen: Gustav III kallade på Puke och ombad honom att leda ett utbrytningsförsök mot den överlägsna ryska flottan. Kungen sa: "Kära Puke ni är min flottas ledare, er fader vägrade ej att räcka huvudet för min far, spara ej ert liv och blod för mig jag glömmer det ej!" På detta svarade af Puke: "Ja, Ers majestät, nog fan går jag ut, men hur det går med de andra det får vi se."
Denna händelse är känd som det Viborgska gatloppet.
Efter att ha 1793 ha avancerat till överste och 1794 till konteramiral blev han 1802 viceamiral, 1803 befälhavande amiral i Karlskrona, 1808 amiral och 1809 överamiral. 1797 adlades han med namnet af Puke. Han upphöjdes till friherre 1809 och till greve 1815 med namnet Puke.

## Finska kriget
I juli 1809 erhöll han överbefälet över expeditionen till Västerbotten i slutet av Finska kriget. 1812 erhöll han överstyrelsen vid embarkeringsförberedelserna i de särskilda hamnarna, blev samma år generalamiral och statsråd samt 1813 generaladjutant för flottorna. Samma år förordnades han att ombesörja västkustens sjöförsvar och leda flottans operationer, vilket även skedde följande året i samband med fälttåget mot Norge. af Puke tog 1815 avsked från statsrådsämbetet och avled 1816 i Karlskrona.
Han var gift med Kristina Charlotta Gjertta. Johan af Puke ligger begravd i sitt gravkapell, en mindre sträcka ifrån godset Göholm i Blekinge. Hans kista är tillverkad av bordläggningen från hans linjeskepp Dristigheten. Jagaren Puke har fått sitt namn efter Johan af Puke.
Hans minne skildrades på följande sätt vid hans död:
"Han var en av de utmärktaste bland Sveriges sjöhjältar. Gjorde i yngre åren vidlyftiga utrikes sjöresor och var därunder ett par gånger i verklig livsfara. Deltog under franska tjänsten i kriget emot engelsmännen. Avgick 1784 till Västindien för att taga ön S:t Barthélemy i besittning för svenska kronan. Bevistade såsom befälhavare på linjefregatten Fröja det bekanta sjöslaget vid Hogland den 17 juli 1788 och såsom chef på linjeskeppet Dristigheten slaget vid Öland den 26 juli 1789 samt utmärkte sig som chef på samma fartyg 1790, då han gick i täten för örlogsflottan vid dess utbrytning ur Viborgska viken, och fick av konung Gustaf III den uppmuntran, att våga sitt liv för konungen, liksom hans fader uppoffrat sitt liv för konungens fader, jämte löfte att sådant ej skulle glömmas."

## Utmärkelser[1]

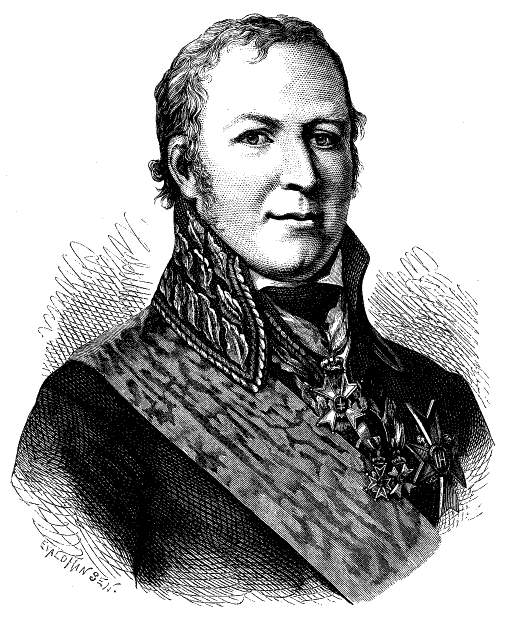
Johan af Puke

- Riddare av Svärdsorden – 30 mars 1780
- Riddare av franska Militärförtjänstorden – 1781
- Riddare med stora korset av Svärdsorden – 21 augusti 1790
- Kommendör av Svärdsorden – 24 november 1795
- Kommendör med stora korset av Svärdsorden – 16 november 1799
- Friherre – 17 juli 1809
- Riddare och kommendör av Kungl. Maj:ts orden – 23 november 1812
- En av rikets herrar – 11 augusti 1814
- Greve – 21 april 1815